# Utan misskund
Utan misskund är en roman av Tom Clancy. Boken utspelar sig 1970, mitt under Vietnamkriget. Jack Ryan och framför allt hans far, Emmet Ryan finns med i periferin men boken fokuserar på John T Kelly (alias John Clark i delar av boken) och hans liv. John Kelly beskrivs som intelligent, kvicktänkt och rättvis men likväl hårdhudad och obarmhärtig.

## Handling
Han lever i ett privat känslomässigt vakuum, då hans hustru Patricia "Tish" Kelly har avlidit i en bilolycka ca 6 månader tidigare. Då han på någon impuls plockar upp en liftare, en ung kvinna vid namn "Pam", så förändras hans liv. Det visar sig att hon lider av ett drogberoende och har hamnat i en självdestruktiv cirkel på grund av skrupelfria hallickar/knarklangare. Hon har lyckats rymma när hon blir upplockad av Kelly och av någon outgrundlig anledning fattar de tycke för varandra. Under några veckor hjälper de varandra att komma tillbaka till ett normalt liv när hon plötsligt blir upptäckt av sina tidigare antagonister. Hon tas av daga och Kelly är åter på väg ner i sitt emotionella träsk ännu djupare än tidigare då han får en uppenbarelse i form av ett fotografi på Pam när hon ligger mördad i en fontän. I ungefär samma veva så blir han kontaktad av Amiral James Greer för att dra upp planerna på ett räddningsuppdrag i Vietnam för att få ut ett gäng amerikanska officerare som är fångar men rapporterade som "MIA" (Missing In Action). Han utför nu två parallella uppdrag, dels att få till ett effektivt räddningsuppdrag och dels, kanske viktigare för honom personligen, att hämnas på de knarkhallickar som är ansvariga för "Pams" död.